# کامپی سالنتینا
کامپی سالنتینا (به ایتالیایی: Campi Salentina) یک کومونه در ایتالیا است که در استان لچه واقع شده‌است.

## خصوصیات
کامپی سالنتینا ۴۵ کیلومترمربع مساحت و ۱۰٬۹۲۵ نفر جمعیت دارد و ۳۳ متر بالاتر از سطح دریا واقع شده‌است.